# Yangluo-Brücke
Die Yangluo-Brücke oder Wuhan-Yangluo-Yangtze-Brücke (chinesisch 武汉 阳逻 长江 大桥) ist eine Hängebrücke bei Wuhan in der Provinz Hubei, China. Mit einer Spannweite von 1280 Metern  und einer Gesamtlänge von 2725 Meter zählt die Autobahnbrücke zu den längsten Hängebrücken der Welt. Die Brücke verbindet den Bezirk Hongshan mit dem Bezirk Xinzhou.
Die Brücke ist Teil der Wuhan-Ringstraße und überspannt den Yangtze. Die Bauarbeiten begannen 2003 und die Brücke wurde am 26. Dezember 2007 für den Verkehr freigegeben. Bauausführung erfolgte in einer Arbeitsgemeinschaft mit den Firmen China Harbour Engineering Company Group und Major Bridge Engineering Bureau. Die Schalungen und den Gerüstbau wurde von der Doka Group ausgeführt.